# Karla Günther

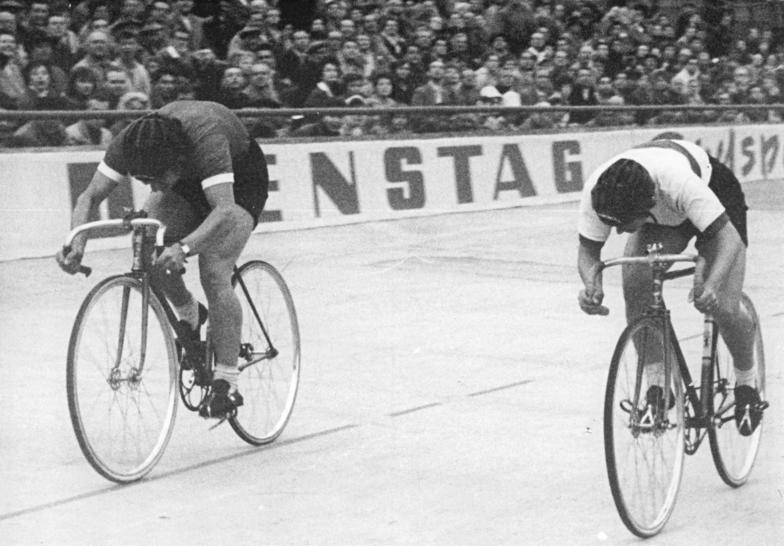
Karla Günther (rechts), Karin Stüwe (links)

Karla Günther ist eine ehemalige deutsche Radrennfahrerin und nationale Meisterin im Radsport.

## Sportliche Laufbahn
Karla Günther war im Bahnradsport und im Straßenradsport in der DDR aktiv. 1961 gewann sie die nationale Meisterschaft im Sprint vor Karin Stüwe. Bis 1965 konnte sie diesen Titel bei den DDR-Meisterschaften in jedem Jahr verteidigen. 1962 bis 1964 war sie Vize-Meisterin im Zeitfahren. 1965 gewann sie den Zeitfahrtitel. Bei den UCI-Bahn-Weltmeisterschaften 1965 unterlag sie im Finale um den 3. Platz ihrer Mannschaftskameradin Karin Stüwe. Günther war mehrfach für die UCI-Bahn-Weltmeisterschaften nominiert, konnte aber wegen der von westlichen Ländern als Reaktion auf den Bau der Berliner Mauer nicht erteilten Visa dreimal nicht teilnehmen. 1964 siegte sie in London in der Gilbert-Lovell-Trophy, einem internationalen Turnier im Bahnsprint.
Auf der Straße wurde sie 1965 Vize-Meisterin im Straßenrennen. Ebenfalls 1965 gewann sie die Gesamtwertung des IV. Frauen-Sportfestes des Deutschen Radsport-Verbandes der DDR  in Magdeburg. Günther startete für den SC Einheit Berlin, später für den TSC Berlin.